# Armoriale dei Capetingi
In questa pagina sono contenute le blasonature e gli stemmi dei membri del Casato dei Capetingi.

## I Re di Francia
| Figura | Nome del principe e blasonatura |
|        | Re di Francia. Fino al 1376: d'azzurro seminato di gigli (fleur de lys) d'oro Dal 1376: d'azzurro a tre gigli d'oro                                                                    |
|        | Gli eredi: Delfini, dal 1349 Inquartato: nel 1º e 4º d'azzurro a tre gigli d'oro; nel 2º e 3º d'oro al delfino d'azzurro, crestato, barbato, alettato, spasimato e orecchiuto di rosso |

## I cadetti dei Capetingi diretti
| Stemma | Nome del principe e blasonatura |
|        | Luigi (1081-1137), conte del Vexin, futuro re Luigi VI il Grosso D'azzurro seminato di gigli d'oro al lambello d'armellino. (Questo stemma potrebbe essere stato realizzato postumo) |
|        | Filippo Hurepel (1200-1234), conte di Clermont, di Boulogne e Dammartin, figlio di Filippo II Augusto e Agnese di Merania D'azzurro seminato di gigli d'oro al lambello con cinque pendenti di rosso |
|        | Roberto I (1216 † 1250), conte d'Artois, figlio di Luigi VIII il Leone e Bianca di Castiglia d'azzurro seminato di gigli d'oro al lambello di rosso, con ciascun pendente caricato di tre castelli d'oro. Il castello dorato su sfondo rosso viene dalla madre Bianca, figlia di re Alfonso VIII di Castiglia. Questo stemma fu portato anche dai suoi discendenti maschi. |
|        | Alfonso (1220 † 1271), conte di Poitiers e Tolosa, figlio di Luigi VIII e Bianca di Castiglia Partito d'azzurro seminato di gigli d'oro e di rosso seminato di castelli d'oro. Il castello dorato su sfondo rosso viene dalla madre Bianca, figlia di re Alfonso VIII di Castiglia. |
|        | Carlo I (1226-1285), conte d'Angiò, re di Sicilia e conte di Provenza, figlio di Luigi VIII e Bianca di Castiglia. prima del 1246: d'azzurro seminato di gigli d'oro alla bordura di rosso carica di undici castelli d'oro. Il castello dorato su sfondo rosso viene dalla madre Bianca, figlia di re Alfonso VIII di Castiglia. Dal 1246: d'azzurro seminato di gigli d'oro al lambello di rosso. Avendo ricevuto in appannaggio Angiò e Maine, riprese anche lo stemma di suo fratello Giovanni (1219-1232). Carlo è il fondatore della branca d'Angiò-Sicilia. |
|        | Roberto (1256-1317), conte di Clermont e signore di Borbone, figlio di Luigi IX il Santo e Margherita di Provenza. D'azzurro seminato di gigli d'oro alla banda di rosso. Roberto fu il capostipite della casata dei Borbone |
|        | Giovanni Tristano (1250-1270), conte di Valois, figlio di Luigi IX e Margherita di Provenza; D'azzurro seminato di gigli d'oro alla bordura di rosso, portato in seguito da: - Pietro I (1252-1283), conte d'Alençon, suo fratello; - Carlo (1270-1325), conte di Valois, d'Angiò e del Maine figlio di re Filippo III l'Ardito; fondò la casata dei Valois. |
|        | Pietro I (1252-1283), conte d'Alençon, figlio di Luigi IX e Margherita di Provenza prima del 1270: d'azzurro seminato di gigli d'oro alla bordura di rosso caricata di otto bisanti d'argento. dal 1270: D'azzurro seminato di gigli d'oro alla bordura di rosso |
|        | Luigi (1276-1319), conte d'Évreux, figlio di Filippo III e Maria di Brabante D'azzurro seminato di gigli d'oro alla banda composta d'argento e rosso. Fondatore del casato d'Évreux-Navarra. |
|        | Re di Francia e Navarra : Luigi X l'Attaccabrighe, Filippo V il Lungo, Carlo IV il Bello Regina di Navarra: Giovanna II Mezzo partito in 1 d'azzurro seminato di gigli d'oro, in 2 di rosso alla catena d'oro posta in orlo, in croce e in decusse, caricata nel cuore di uno smeraldo al naturale. |

## Dinastia di Valois
| Stemma | Nome del principe e blasonatura |
|        | Carlo di Valois (1270-1325), conte di Valois, d'Alençon, di Chartres e di Perche (dal 1285), conte d'Angiò e del Maine (nel 1290), duca d'Agiò (dal 1297), fondatore del casato dei Valois figlio di Filippo III e Isabella d'Aragona. Fino al 1297: d'azzurro seminato di gigli d'oro alla bordura-lambello di rosso. Dal 1297: d'azzurro seminato di gigli d'oro alla bordura di rosso. |
|        | Carlo II (1297-1346), conte d'Alençon, figlio di Carlo di Valois. D'azzurro seminato di gigli d'oro alla bordura di rosso caricata di bisanti d'argento, portato in seguito da: - Carlo III (1337-1375), conte d'Alençon, figlio di Carlo II d'Alençon |
|        | Pietro II (1340-1404), conte d'Alençon, figlio di Carlo II d'Alençon. D'azzurro a tre gigli d'oro alla bordura di rosso caricata di bisanti d'argento, portato anche dai suoi discendenti conti d'Alençon. |
|        | Roberto (1344-1377), conte di Perche, figlio di Carlo II d'Alençon. Partito: nel 1º d'azzurro seminato di gigli d'oro, alla bordura di rosso, caricato di sette bisanti d'argento con un castello d'oro in luogo del bisante al franco quartiere, nel 2º di rosso a due leopardi d'oro. |
|        | Carlo IV (1489-1525), duca d'Alençon, conte d'Armagnac e Rodez. Inquartato, nel 1º e 4º d'azzurro a tre gigli d'oro alla bordura di rosso caricata di bisanti d'argento, nel 2º e 3º contro inquartato, in I e IV d'argento al leone rosso, in II e III di rosso al leopardo illeonito d'oro. |
|        | Filippo (1336-1375), duca d'Orléans e conte di Valois, figlio di re Filippo VI, a sua volta figlio di Carlo di Valois |
|        | Luigi I (1339-1384), duca d'Angiò, figlio di re Giovanni II il Buono. Luigi riprese lo stemma di Carlo di Valois e fondò la branca di Valois-Angiò. |
|        | Giovanni (1340 † 1416), duca di Berry, figlio di re Giovanni II. D'azzurro seminato di gigli d'oro, alla bordura spinata di rosso. |
|        | Carlo (1446-1472), duca di Berry, poi di Normandia e infine di Guienna, figlio di re Carlo VII nel 1461: D'azzurro a tre gigli d'oro, alla bordura spinata di rosso (Berry). Mel 1465: Inquartato: nel 1º e 4º d'azzurro a tre gigli d'oro, alla bordura spinata di rosso (Berry); nel 2º e 3º di rosso a due leopardi d'oro (Normandia). Dal 1469: Inquartato: nel 1º e 4º d'azzurro a tre gigli d'oro, alla bordura spinata di rosso (Berry); nel 2º e 3º, di rosso al leopardo d'oro (Guienna).                                                                                      |
|        | Filippo II l'Ardito (1342-1404), conte di Turenna e duca di Borgogna, figlio di re Giovanni II. Fondatore del ramo Valois-Borgogna d'azzurro, seminato di gigli d'oro, alla bordura composta di rosso e d'argento |
|        | Luigi (1372-1407), duca d'Orléans, fratello di re Carlo VI. D'azzurro a tre gigli d'oro al lambello d'argento, portato in seguito da: - Carlo (1394-1465), duca d'Orléans, figlio di Luigi; - Luigi II (1462-1515), duca d'Orléans, prima di divenire re Luigi XII nel 1498, figlio di Carlo. |
|        | Claudia (1499-1524), duchessa di Bretagna poi nel 1515 regina di Francia, figlia di re Luigi XII e Anna di Bretagna e moglie di re Francesco I fino al 1514: inquartato d'azzurro a tre gigli d'oro e d'armellino. nel 1514: partito d'azzurro a tre gigli d'oro al lambello d'argento e inquartato d'azzurro a tre gigli d'oro e d'armellino. dal 1515: partito d'azzurro a tre gigli d'oro e inquartato d'azzurro a tre gigli d'oro e di armellino. |
|        | Filippo (1396-1420), conte di Vertus, figlio di Luigi d'Orléans D'azzurro a tre gigli d'oro al lambello d'argento a tre pendenti, con quello centrale carico di un crescente di rosso. |
|        | Giovanni (1400-1467), conte d'Angoulême, figlio di Luigi d'Orléans. D'azzurro a tre gigli d'oro al lambello d'argento a tre pendenti, ciascuno dei quali con un crescente di rosso, portato poi da: - Francesco (1494-1549), conte d'Angoulême, nipote di Giovanni e futuro re Francesco I (dal 1515). |
|        | Carlo (1459-1496), conte d'Angoulême, figlio di Giovanni d'Angoulême e padre di Francesco I. inquartato: nel 1º e 4º d'azzurro, a tre gigli d'oro, al lambello d'argento caricato di tre crescenti di rosso; nel 2º e 3º d'argento, alla vipera d'azzurro coronata d'oro ingollante un fanciullo di carnagione |
|        | Carlo II, conte d'Angoulême e duca d'Orléans, figlio di Francesco I di Francia. inquartato: nel 1º e 4º d'azzurro, a tre gigli d'oro, al lambello d'argento; nel 2º e 3º d'argento, alla vipera d'azzurro coronata d'oro ingollante un fanciullo di carnagione |
|        | Giovanni (1402-1468), conte di Dunois e Longueville, figlio illegittimo di Luigi d'Orléans. D'azzurro a tre gigli d'oro brisato in capo da un lambello d'argento e da una sbarra d'argento sul tutto; i suoi discendenti, i duchi di Longueville, porteranno: d'azzurro a tre gigli d'oro brisato da un lambello d'argento a tre pendenti e da un bastone scorciato d'argento in sbarra. |
|        | Francesco (1518-1536), Delfino, duca di Bretagna, figlio primogenito di Francesco I. Inquartato; nel 1º e 4º controinquartato, in I e IV d'azzurro a tre gigli d'oro e in II e III d'oro al delfino azzurro, crestato, barbato, alettato, spasimato e orecchiuto di rosso; nel 2º e 3º contro inquartato, in I e IV d'azzurro a tre gigli d'oro, in II e III d'armellino, portato poi da: - Enrico (1519-1559), suo fratello, Delfino e duca di Bretagna, poi dal 1549 re di Francia come Enrico II                                                                                     |
|        | Francesco (1544-1560), Delfino, re consorte di Scozia, prima di diventare re di Francia come Francesco II, figlio di Enrico II. Inquartato: nel 1º e 4º controinquartato: in I e IV d'azzurro a tre gigli d'oro; in II e III d'oro al delfino azzurro, crestato, barbato, alettato, spasimato e orecchiuto di rosso; nel 2º e 3º d'oro al leone di rosso, alla bordura fiorita e contrafiorita di gigli dello stesso. |
|        | Alessandro Edoardo (1551-1589), conte d'Angoulême, poi duca d'Orléans, d'Angiò, di Borbone e di Forez, pari di Francia, eletto re di Polonia nel 1573 e poi nel 1574 re di Francia come Enrico III, figlio di Enrico II Fino al 1573: d'azzurro a tre gigli d'oro caricato di un lambello a tre pendenti di rosso dal 1573: Inquartato: nel 1º e 4º di rosso, all'aquila d'argento, rostrata, lampassata, membrata, legata e coronata d'oro, nel 2º e 3º di rosso al cavaliere d'argento, con uno scudo azzurro con la croce patriarcale d'oro; sul tutto, d'azzurro a tre gigli d'oro. |

### Dinastia di Valois-Angiò
| Stemma | Nome del principe e blasonatura |
|        | Luigi I (1339-1384), duca d'Angiò e conte di Provenza. Fino al 1382: d'azzurro seminato di gigli d'oro alla bordura di rosso. Dal 1382: partito d'argento alla croce potenziata d'oro, accantonata da quattro crocette dello stesso e ripartito d'azzurro seminato di gigli d'oro al lambello rosso e d'azzurro seminato di gigli d'oro alla bordura di rosso, portato poi da: - Luigi II d'Angiò (1377-1417), figlio ed erede di Luigi I; - Luigi III d'Angiò (1403 † 1434), figlio ed erede di Luigi II. |
|        | Renato (1408-1480), duca di Lorena, di Bar e d'Angiò, re di Napoli e conte di Provenza, figlio di Luigi II d'Angiò nel 1420: inquartato: nel 1º e 4º d'azzurro seminato di gigli d'oro alla bordura di rosso, nel 2º e 3º d'azzurro seminato di crocette d'oro e a due barbi addossati d'oro; sul tutto d'oro alla banda di rosso caricata con tre alerioni d'argento. Nel 1435: troncato e tripartito in palo, nel 1º fasciato di rosso e argento di otto pezzi, nel 2º d'azzurro seminato di gigli d'oro al lambello d'argento, nel 3º d'argento alla croce potenziata d'oro accantonata da quattro crocette dello stesso, nel 4º d'azzurro seminato di gigli d'oro alla bordura di rosso, nel 5º d'azzurro seminato di crocette d'oro e a due barbi addossati d'oro e nel 6º d'oro alla banda di rosso con tre alerioni d'argento. Nel 1443: troncato e tripartito in palo, nel 1º fasciato di rosso e argento di otto pezzi, nel 2º d'azzurro seminato di gigli d'oro al lambello d'argento, nel 3º d'argento alla croce potenziata d'oro accantonata da quattro crocette dello stesso, nel 4º d'azzurro seminato di gigli d'oro alla bordura di rosso, nel 5º d'azzurro seminato di crocette d'oro e a due barbi addossati d'oro e nel 6º d'oro alla banda di rosso con tre alerioni d'argento; sul tutto d'oro a quattro pali di rosso, portato poi da: - Giovanni II (1425-1470), duca di Lorena e di Calabria, figlio di Renato - Nicola (1448 † 1473), duca di Lorena, figlio di Giovanni. nel 1453: troncato: nel capo interzato in palo, nel 1º fasciato di rosso e argento di otto pezzi, nel 2º d'azzurro seminato di gigli d'oro al lambello d'argento, nel 3º d'argento alla croce potenziata d'oro accantonata da quattro crocette dello stesso; in punta partito d'azzurro seminato di gigli d'oro e alla bordura rossa e d'azzurro seminato di crocette d'oro con due barbi addossati d'oro; sul tutto, d'oro a quattro pali di rosso. nel 1470: inquartato in decusse, nel 1º d'azzurro seminato di gigli d'oro al lambello di rosso, nel 2º fasciato di rosso e argento di otto pezzi, nel 3º d'argento alla croce potenziata d'oro accantonata da quattro crocette dello stesso, nel 4º seminato di crocette d'oro con due barbi addossati d'oro; sul tutto d'azzurro a tre gigli d'oro con la bordura di rosso. |
|        | Carlo IV (1414-1472), duca d'Angiò, figlio di Luigi II d'azzurro seminato di gigli d'oro alla bordura di rosso, caricata al quartiere franco di un leone d'argento. |
|        | Carlo V (1436-1481), duca dAngiò, conte di Maine e Provenza, figlio di Carlo IV Inquartato: nel 1º e 4º interzato in palo: in I fasciato di rosso e argento di otto pezzi, in II d'azzurro seminato di gigli d'oro con il lambello di rosso, in III d'argento alla croce potenziata d'oro accantonata da quattro crocette dello stesso; nel 2º e 3º d'azzurro seminato di gigli d'oro alla bordura di rosso, ; sul tutto d'oro con quattro pali di rosso. |

### Dinastia di Valois-Borgogna
| Stemma | Nome del principe e blasonatura |
|        | Filippo II l'Ardito (1342-1404), conte di Turenna, poi duca di Borgogna dal 1364, figlio di Giovanni II di Francia Fino al 1364: d'azzurro seminato di gigli d'oro alla bordura composta di rosso e argento. Dal 1364: inquartato nel 1º e 4º d'azzurro seminato di gigli d'oro alla bordura composta d'argento e di rosso, nel 2º e 3º bandato d'oro e azzurro di sei pezzi, alla bordura di rosso. |
|        | Giovanni Senza Paura (1371-1419), duca di Borgogna, conte di Nevers, delle Fiandre..., figlio di Filippo II l'Ardito Inquartato nel 1º e 4º d'azzurro seminato di gigli d'oro alla bordura composta di rosso e argento e nel 2º e 3º bandato d'oro e azzurro di sei pezzi, alla bordura di rosso; sul tutto d'oro con un leone nero, armato e lampassato di rosso. |
|        | Filippo III (1396-1467), granduca d'Occidente, duca di Borgogna e Brabante, conte delle Fiandre, di Hainaut e d'Olanda ..., figlio di Giovanni Senza Paura Inquartato nel 1º e 4º d'azzurro seminato di gigli d'oro alla bordura di rosso, nel 2º partito bandato d'oro e azzurro di sei pezzi alla bordura di rosso, e di nero con un leone d'oro armato e lampassato di rosso, nel 3º partito bandato d'oro e azzurro di sei pezzi bordato di rosso, e d'argento al leone di rosso armato e lampassato d'oro; sul tutto, d'oro con un leone nero armato e lampassato di rosso, portato poi da: - suo figlio Carlo il Temerario (1433-1477), granduca d'Occidente eccetera. |
|        | Maria (1393-1463), duchessa di Clèves e contessa di La Marck, figlia di Giovanni Senza Paura e sposa di Adolfo IV di La Mark Inquartato: nel 1º di rosso con uno scudo d'argento, al raggio di carbonchio d'oro attraversante, nel 2º d'azzurro seminato di gigli d'oro alla bordura composta di rosso e argento, nel 3º d'oro con una fascia scaccata d'argento e rosso di tre file, nel 4º bandato d'azzurro e oro di sei pezzi alla bordura di rosso; sul tutto d'oro al leone nero mancante a destra. |
|        | Antonio (1364-1415), duca di Brabante, figlio del di Filippo II di Borgogna Inquartato nel 1º e 4º d'azzurro a tre gigli d'oro alla bordura composta d'argento e rosso, nel 2º di nero con un leone d'oro, armato e lampassato di rosso e nel 3º d'argento con un leone di rosso armato, coronato e lampassato d'oro, portato poi da: - Giovanni IV di Brabante (1403-1427), suo figlio primogenito; - Filippo di Brabante (1404-1430), suo figlio cadetto. |
|        | Filippo (1404-1430), conte di Ligny e Saint-Pôl, prima di diventare duca di Brabante, figlio di Antonio Inquartato nel 1º e 4º d'azzurro a tre gigli d'oro alla bordura spinata composta d'argento e rosso, nel 2º di nero con un leone d'oro, armato e lampassato di rosso e nel 3º d'argento con un leone di rosso armato, coronato e lampassato d'oro |
|        | Filippo (1389-1415), conte di Nevers e Rethel, figlio di Filippo II di Borgogna. Inquartato nel 1º e 4º d'azzurro a tre gigli d'oro con la bordura composta d'argento e rosso, nel 2º e 3º d'oro a leone nero armato, coronato e lampassato di rosso, portato poi da: - Carlo (1414-1464), conte di Nevers e Rethel, suo figlio. |
|        | Giovanni (1415-1491), conte d'Étampes, Nevers, Rethel e d'Eu, figlio cadetto di Filippo di Nevers. Inquartato nel 1º e 4º d'azzurro a tre gigli d'oro alla bordura composta d'argento e rosso, nel 2º e 3º d'azzurro seminato di gigli d'oro al lambello di rosso con ogni pendente caricato di tre castelli d'oro. Come conte di Nevers e Rethel: Inquartato nel 1º d'azzurro a tre gigli d'oro alla bordura composta d'argento e rosso, nel 2º di rosso a tre rastrelli d'oro, nel 3º d'azzurro seminato di gigli d'oro al lambello di rosso con ogni pendente caricato di tre castelli d'oro, nel 4º di nero con un leone d'oro armato e lampassato di rosso.             |

#### Discendenti illegitimi di Filippo III il Buono
| Stemma | Nome del principe e blasonatura |
|        | Filippo di Borgogna (1464 † 1524), detto anche Filippo di Borgogna-Blaton, figlio di Filippo III il Buono, Ammiraglio dei Paesi Bassi (1498–1517), Governatore di Gheldria e Courtrai, Vescovo di Utrecht (1517–1524), Cavaliere del Toson d'oro D'oro, lo stemma di Filippo III il Buono caricato su una chevron brochant. |
|        | Antonio di Borgogna, detto il Gran Bastardo di Borgogna (1421 † 1504), figlio di Filippo III il Buono, Conte di La Roche (Ardenne), Grandpré, Sainte-Menehould and Guinness, Signore di Crèvecoeur, Beveren and Tournehem, Cavaliere del Toson d'oro Lo stemma di Filippo III il Buono, brisato da una sbarra d'argento sul tutto. |
|        | Filippo di Borgogna-Beveren ( 1450 † 1498 – Bruges), figlio di Antonio di Borgogna, Signore di Beveren, Count of La Roche (Ardenne), Signore di la Veere, Ammiraglio dei Paesi Bassi, Governatore dell'Artois, Cavaliere del Toson d'oro Inquartato nel 1º e 4º lo stemma di Filippo III il Buono; nel 2º e 3º fasciato d'oro e azzurro di otto pezzi, in capo tre cerchi di rosso. |
|        | Adolfo di Borgogna (1489 † 1540 – Beveren), figlio di Filippo di Borgogna-Beveren, Signore di Beveren, Conte di La Roche, Veere e Flessingue, Ammiraglio dei Paesi Bassi, Cavaliere del Toson d'oro Inquartato nel 1º e 4º lo stemma di Filippo III il Buono; nel 2º e 3º d'azzurro a tre gigli d'oro alla banda di rosso caricata al franco quartiere d'oro al delfino azzurro; sul tutto, d'oro con un leone nero armato e lampassato di rosso, portato poi da: - Suo figlio Massimiliano II di Borgogna(1514 † 1558), Marchese di Veere e di Flessingue, Signore di Beures, Tournehem e la Fosse, Wescaplo, Poldre, Zandick, Békerke, Brands-Wershamen, Duncland, Laggre-Badt, Ammiraglio dei Paesi Bassi (1540–1558), Statolder di Olanda, Zelanda e Utrecht (1547–1558), Cavaliere del Toson d'oro |

## Dinastia di Évreux-Navarra
| Stemma | Nome del principe e blasonatura |
|        | Luigi (1276-1319), conte d'Évreux, figlio di Filippo III di Francia D'azzurro seminato di gigli d'oro con una banda composta d'argento e rosso. |
|        | Filippo III (1306-1343), conte d'Évreux e re di Navarra, figlio di Luigi d'Évreux e marito di Giovanna II di Navarra Inquartato nel 1º e 4º d'azzurro seminato di gigli d'oro, alla banda composta di rosso e d'argento, nel 2º e 3º di rosso alla catena d'oro posta in orlo, in croce e in decusse, caricata nel cuore di uno smeraldo al naturale |
|        | Carlo II il Malvagio (1332-1387), conte d'Évreux e re di Navarra, figli di Filippo III di Navarra e Giovanna II di Navarra Inquartato nel 1º e 4º di rosso alla catena d'oro posta in orlo, in croce e in decusse, caricata nel cuore di uno smeraldo al naturale, nel 2º e 3º d'azzurro seminato di gigli d'oro con una banda composta di rosso e d'argento, portato anche da: - suo figlio Carlo III di Navarra (1361-1425). |
|        | Carlo (1361-1425), prima di divenire re di Navarra come Carlo III nel 1387, figlio di Carlo II di Navarra. Inquartato nel 1º e 4º di rosso alla catena d'oro posta in orlo, in croce e in decusse, caricata nel cuore di uno smeraldo al naturale, nel 2º e 3º d'azzurro seminato di gigli d'oro alla banda composta d'argento e rosso, al lambello d'argento. |
|        | Pietro di Navarra (1366-1412), conte di Mortain, figlio di Carlo II di Navarra. Inquartato nel 1º e 4º di rosso alla catena d'oro posta in orlo, in croce e in decusse, caricata nel cuore di uno smeraldo al naturale, nel 2º e 3º d'azzurro, a tre gigli d'oro con una banda composta di rosso e argento, il tutto alla bordura spinata d'argento. Inquartato nel 1º e 4º di rosso alla catena d'oro posta in orlo, in croce e in decusse, caricata nel cuore di uno smeraldo al naturale, nel 2º e 3º d'azzurro, a tre gigli d'oro con una banda composta di rosso e argento, il tutto alla bordura d'argento. |
|        | Carlo (1305-1336), conte d'Étampes, figlio di Luigi d'Évreux D'azzurro seminato di gigli d'oro con una banda composta d'argento, caricato da una moscatura d'armellino, e di rosso. |
|        | Luigi d'Étampes († 1400), conte d'Étampes, figlio di Carlo d'Étampes D'azzurro seminato di gigli d'oro con una banda composta d'argento, caricato da una moscatura d'armellino, e di ross, caricato di un castello d'oro. |

## Dinastia dei Borbone

### Linea principale dei duchi di Borbone
| Stemma | Nome del principe e blasonatura |
|        | Roberto (1256-1317), conte di Clermont e signore di Borbone, figlio di Luigi IX di Francia, fondatore della casata dei Borbone. D'azzurro seminato di gigli d'oro alla banda di rosso, portato anche dai duchi di Borbone fino al 1420: - Luigi I (1280-1342); - Pietro I (1311-1356); - Luigi II (1336-1410); - Giovanni I (1381-1434). |
|        | Giovanni I (1381-1434), duca di Borbone D'azzurro a tre gigli d'oro alla banda di rosso, portato poi dai duchi di Borbone fino al 1589 |
|        | Luigi (1388-1404), signore di Beaujeu, figlio di Luigi II di Borbone. D'azzurro a tre gigli d'oro alla banda di rosso caricata di tre delfini d'oro |
|        | Pietro (1438-1503), signore di Beaujeu prima di divenire duca di Borbone come Pietro II, figlio di Carlo I di Borbone D'azzurro a tre gigli d'oro alla banda di rosso caricata al franco quartiere d'oro con un leone di nero al lambello di rosso a cinque pendenti.                                                                    |
|        | Anna (1461 † 1522), reggente per il fratello Carlo VIII di Francia, figlia di Luigi XI di Francia e moglie di Pietro di Beaujeu. Partito d'azzurro a tre gigli d'oro alla banda di rosso e d'azzurro a tre gigli d'oro. |
|        | Luigi I († 1486), conte di Montpensier, delfino d'Alvernia, figlio di Giovanni I di Borbone Fino al 1428: d'azzurro a tre gigli d'oro alla banda spinata di rosso. dal 1428: D'azzurro a tre gigli d'oro alla banda di rosso caricata al franco quartiere d'oro al delfino azzurro.                                                      |
|        | Gilberto (1443-1496), conte di Montpensier, delfino d'Alvernia, figlio di Luigi I di Montpensier. Inquartato nel 1º e 4º d'azzurro a tre gigli d'oro alla banda di rosso e nel 2º e 3º d'oro al delfino azzurro. |

### Ramo cadetto di La Marche e Vendôme
| Stemma | Nome del principe e blasonatura |
|        | Giacomo I di Borbone-La Marche (1319-1362), conte di La Marche, figlio di Luigi I di Borbone D'azzurro seminato di gigli d'oro alla banda di rosso caricata di tre leoncelli d'argento (o tre leoni illeoparditi d'argento), portato anche dal figlio Giovanni (1344-1393). |
|        | Giacomo II (1319-1362), conte di La Marche e re consorte di Napoli, figlio di Giovanni I di Borbone-La Marche. Inquartato nel 1º e 4º interzato in palo in I fasciato d'argento e di rosso di otto pezzi, in II d'azzurro seminato di gigli d'oro al lambello di rosso e in III d'argento con la croce potenziata d'oro, accantonata da quattro crocette dello stesso, nel 2º e 3º d'azzurro seminato di gigli d'oro alla banda di rosso. |
|        | Luigi I (1376-1446), conte di Vendôme, figlio di Giovanni di La Marche. Inquartato nel 1º e 4º d'azzurro seminato di gigli d'oro, nel 2º e 3º d'argento al capo di rosso, al leone d'azzurro armato, lampassato e coronato d'oro attraversante, sul tutto una barra rossa con tre leoni d'argento. |
|        | Giovanni VIII (1319-1362), conte di Vendôme, figlio si Luigi I di Vendôme D'azzurro a tre gigli d'oro alla banda scorciata di rosso caricata di tre leoni d'argento, portato anche da Francesco di Borbone-Vendôme e Carlo di Borbone-Vendôme, che nel 1527 diverrà duca di Borbone assumendo lo stemma del titolo. |
|        | Antonio (1518-1562), re di Navarra, duca di Borbone e di Vendôme Inquartato, nel 1º e 4º di rosso alla catena d'oro posta in orlo, in croce e in decusse, caricata nel cuore di uno smeraldo al naturale, nel 2º e 3º d'azzurro a tre gigli d'oro alla banda di rosso, portato anche da suo figlio Enrico III di Navarra fino alla sua ascesa al trono come Enrico IV di Francia nel 1589.                                                |
|        | Luigi (1473-1520), principe di La Roche-sur-Yon, figlio di Giovanni VIII di Vendôme D'azzurro a tre gigli d'oro con un bastone scorciato di rosso caricato al franco quartiere di un crescente d'argento, portato poi dai duchi di Montpensier suoi discendenti. |
|        | Carlo (1515-1565), principe di La Roche-sur-Yon, figlio di Luigi Inquartato nel 1º e 4º d'azzurro a tre gigli d'oro con un bastone scorciato di rosso caricato al franco quartiere di un crescente d'argento e nel 2º e 3º d'azzurro a tre gigli d'oro con un bastone scorciato di rosso. |
|        | Francesco I (1491-1545), conte di Saint-Pol, duca d'Estouteville, figlio di Francesco di Borbone-Vendôme Inquartato nel 1º e 4º d'azzurro a tre gigli d'oro con una banda di rosso, nel 2º e 3º d'argento al leone di rosso con la coda forcata, armato, lampassato e coronato d'oro. |
|        | Francesco II (1536-1546), conte di Saint-Pol e duca d'Estouteville, figlio di Francesco I di Saint-Pol Inquartato nel 1º e 4º d'azzurro a tre gigli d'oro con una banda rossa, nel 2º e 3º fasciato di rosso e d'argento di otto pezzi al leone di nero, armato, lampassato e coronato d'oro. |
|        | Francesco (1519-1546), conte d'Enghien, figlio di Carlo di Vendôme Inquartato nel 1º e 4º d'azzurro a tre gigli d'oro con una banda rossa, nel 2º e 3º d'azzurro a tre gigli d'oro alla bordura rossa caricata di otto bisanti d'argento, portato poi da: - Giovanni (1528-1557), conte di Soissons ed Enghien, suo fratello; - Francesco (1558-1614), principe di Conti, figlio di Luigi I di Borbone-Condé                              |

### Dinastia reale dei Borbone
| Stemma | Nome del principe e blasonatura |
|        | Enrico IV (1553-1610), re di Francia e Navarra Partito d'azurro a tre gigli d'oro e di rosso alla catena d'oro posta in orlo, in croce e in decusse, caricata nel cuore di uno smeraldo al naturale, portato poi dai re di Francia fino al 1830. |
|        | Gastone (1608-1660), duca d'Orléans, figlio di Enrico IV; Filippo I (1640-1701), duca d'Orléans, figlio di re Luigi XIII D'azurro a tre gigli d'oro al lambello d'argento, portato poi dai duchi d'Orléans. |
|        | Filippo (1683-1746), duca d'Angiò, poi re di Spagna come Filippo V nel 1700, figlio di Luigi, il Gran Delfino, a sua volta figlio del Re Sole. prima del 1700: d'azzurro a tre gigli d'oro alla bordura di rosso Fondatore del casato di Borbone-Spagna. |
|        | Carlo (1686-1714), duca di Berry, figlio del Gran Delfino e nipote del Re Sole D'azurro a tre gigli d'oro alla bordura spinata di rosso. |
|        | Carlo (1778-1820), duca di Berry, figlio di re Carlo X D'azurro a tre gigli d'oro alla bordura merlata di rosso. |
|        | Cesare (1594-1665), duca di Vendôme, figlio illegittimo di Enrico IV di Francia e Gabrielle d'Estrées d'azurro a tre gigli d'oro al controbastone scorciato di rosso, portato poi da: - i suoi discendenti, i duchi di Vendôme; - i figli illegittimi del Re Sole: - Luigi Augusto (1670-1736), duca del Maine - Luigi Alessandro, conte di Tolosa - Luigi Giovanni Maria (1725-1793), conte di Penthièvre, figlio del conte di Tolosa |

### Dinastia di Borbone-Spagna
| Stemma | Nome del principe e blasonatura |
|        | Filippo (1683-1746), duca d'Angiò, poi re Filippo V di Spagna dal 1700, figlio di Luigi, il Gran Delfino (a sua volta figlio di Luigi XIV il Re Sole. Partito di uno e troncato di due: nel 1º partito: in I d'oro a quattro pali di rosso, in II inquartato in decusse d'oro, a quattro pali di rosso, e d'argento all'aquila di nero membrata di rosso; nel 2º partito: in I di rosso alla fascia d'argento, in II d'azzurro, a tre gigli d'oro, alla bordura composta di rosso e d'argento; nel 3º d'azzurro seminato di gigli d'oro al lambello di rosso; nel 4º d'oro, a sei torte poste in orlo, le cinque inferiori di rosso e quella in capo d'azzurro a tre gigli d'oro; nel 5º tagliato: in I bandato d'oro e d'azzurro, alla bordura di rosso, in II d'oro, al leone di nero armato e lampassato di rosso; nel 6º trinciato: in I di nero, al leoned'oro, armato e lampassato di rosso, in II d'argento, all'aquila di rosso membrata, armata e rostrata d'oro; sul tutto inquartato: nel 1º e 4º di rosso, al castello d'oro aperto e finestrato d'azzurro; nel 2º e 3º d'argento, al leone di rosso, armato, coronato e lampassato d'oro; innestato in punta d'argento alla mela granata fogliata di due pezzi di verde, aperta di rosso; sul tutto del tutto d'azzurro, a tre gigli d'oro, alla bordura di rosso, portato poi dai suoi figli: - Luigi (1707-1724), re di Spagna; - Ferdinando VI (1713-1759), re di Spagna.                                                                                                  |
|        | Carlo III (1716-1788), re di Napoli e Sicilia, poi re di Spagna, figlio di Filippo V di Spagna. Partito di uno e troncato di due: nel 1º partito: in I d'oro a quattro pali di rosso, in II inquartato in decusse d'oro, a quattro pali di rosso, e d'argento all'aquila di nero membrata di rosso; nel 2º partito: in I di rosso alla fascia d'argento, in II d'azzurro, a tre gigli d'oro, alla bordura composta di rosso e d'argento; nel 3º d'oro a sei gigli d'azzurro posti 3, 2 e 1; nel 4º d'oro, a sei torte poste in orlo, le cinque inferiori di rosso e quella in capo d'azzurro a tre gigli d'oro; nel 5º tagliato: in I bandato d'oro e d'azzurro, alla bordura di rosso, in II d'oro, al leone di nero armato e lampassato di rosso; nel 6º trinciato: in I di nero, al leoned'oro, armato e lampassato di rosso, in II d'argento, all'aquila di rosso membrata, armata e rostrata d'oro; sul tutto inquartato: nel 1º e 4º di rosso, al castello d'oro aperto e finestrato d'azzurro; nel 2º e 3º d'argento, al leone di rosso, armato, coronato e lampassato d'oro; innestato in punta d'argento alla mela granata fogliata di due pezzi di verde, aperta di rosso; sul tutto del tutto d'azzurro, a tre gigli d'oro, alla bordura di rosso, portato poi da: - Carlo IV di Spagna (1748-1819), re di Spagna; - Ferdinando VII (1784-1833), re di Spagna. - Isabella II (1830-1904), regina di Spagna. |
|        | Alfonso XII (1716-1788), re di Spagna, figlio di Isabella II e Francesco di Borbone. Inquartato; nel 1º di rosso al castello d'oro, aperto e finestrato d'azzurro, nel 2º d'argento al leone di rosso lampassato, coronato e armato d'oro, nel 3º d'oro a quattro pali di rosso, nel 4º di rosso alla catena d'oro posta in orlo, in croce e in decusse, caricata nel cuore di uno smeraldo al naturale, iinnestato in punta d'argento alla mela granata fogliata di due pezzi di verde, aperta di rosso; sul tutto d'azzurro a tre gigli d'oro con bordura di rosso, portato poi da: - Alfonso XIII (1886-1941), re di Spagna, prima del 1936 - Juan Carlos (1938- in vita), re di Spagna. |
|        | pretendenti Carlisti dopo il 1883; e re Alfonso XIII dopo il 1936 Inquartato; nel 1º di rosso al castello d'oro, aperto e finestrato d'azzurro, nel 2º d'argento al leone di rosso lampassato, coronato e armato d'oro, nel 3º d'oro a quattro pali di rosso, nel 4º di rosso alla catena d'oro posta in orlo, in croce e in decusse, caricata nel cuore di uno smeraldo al naturale, innestato in punta d'argento alla mela granata fogliata di due pezzi di verde, aperta di rosso; sul tutto d'azzurro a tre gigli d'oro |
|        | Alfonso (1936-1989), "duca d'Angiò" e di Cadice, nipote di Alfonso XIII. Partito: nel 1º d'azzurro a tre gigli d'oro; nel 2º inquartato, in I di rosso al castello d'oro aperto e finestrato d'azzurro, in II d'argento al leone di rosso lampassato, coronato e armato d'oro, in III d'oro a quattro pali di rosso, in IV di rosso alla catena d'oro posta in orlo, in croce e in decusse, caricata nel cuore di uno smeraldo al naturale, innestato in punta d'argento calla mela granata fogliata di due pezzi di verde, aperta di rosso |
|        | Borbone-Due Sicilie, re delle Due Sicilie. Interzato in palo: nel 1º troncato: in I d'oro a sei gigli d'azzurro posti 3, 2, 1, in II d'argento con quattro scudetti d'azzurro posti in croce, i due ai fianchi coricati, ciascuno caricato da cinque bisanti d'argento posti in decusse, alla bordura di rosso caricata di otto castelli d'oro; nel 2º troncato: in I inquartato di rosso, al castello d'oro, e d'argento, al leone di rosso armato, lampassato e coronato d'oro; in II d'azzurro seminato di gigli d'oro con un lambello di rosso; nel 3º d'oro a sei torte, le cinque più basse di rosso e quella in capo d'azzurro a tre gigli d'oro; sul tutto, d'azzurro a tre gigli d'oro e alla bordura di rosso. |
|        | Borbone-Due Sicilie |
|        | Duchi di Parma dal 1748 al 1802 Partito, nel 1º d'oro a sei gigli d'azzurro posti 3, 2, 1, nel 2º d'argento con una croce potenziata di rosso, accantonata da quattro aquile di nero rostrate e armate d'oro; sul tutto, inquartato; nel 1º e 4º di rosso al castello d'oro aperto e finestrato d'azzurro, nel 2º e 3º d'argento al leone di rosso lampassato, coronato e armato d'oro; innestato in punta d'argento calla mela granata fogliata di due pezzi di verde, aperta di rosso; sul tutto d'azzurro a tre gigli d'oro alla bordura di rosso |
|        | Duchi di Parma dal 1847 al 1860 Partito di due e spaccato di due: nel 1º d'oro a sei gigli d'azzurro posti 3, 2, 1; nel 2º partito: nel 1º d'argento con una croce potenziata di rosso, accantonata da quattro aquile di nero rostrate e armate d'oro, nel 2º d'azzurro, al leone bandato di rosso e d'argento, coronato d'oro; nel 3º partito: nel 1º d'oro a sei torte, le cinque più basse di rosso e quella in capo d'azzurro a tre gigli d'oro, nel 2º troncato di rosso e d'oro, alla pianta di spino nero, fiorito d'argento, sradicata e composta di sei rami (uno verticale e cinque orizzontali, due dei quali rivolti a sinistra e tre a destra) attraversante sul tutto in palo; nel 4º d'oro all'aquila di nero, sul tutto di rosso alla croce d'argento; nel 5º di rosso alla fascia d'argento; nel 6º cinque punti d'argento equipollenti a quattro di rosso, col capo dell'impero; nel 7º di rosso alla croce d'oro accantonata da quattro B affrontati d'oro; nell'8º inquartato, nel 1º e 4º palato d'oro e d'azzurro, alla fascia in divisa d'argento attraversante sul tutto, nel 2º e 3º fasciato ondato d'oro e d'azzurro; sul tutto inquartato, nel 1º e 4º di rosso, al castello d'oro aperto e finestrato d'azzurro; nel 2º e 3º d'argento, al leone di rosso, armato, coronato e lampassato d'oro; innestato in punta d'argento alla mela granata fogliata di due pezzi di verde, aperta di rosso; sul tutto del tutto d'azzurro, a tre gigli d'oro, alla bordura di rosso caricata da otto conchiglie d'argento |

### Dinastia di Borbone-Condé
| Stemma | Nome del principe e blasonatura |
|        | Luigi I (1530-1569), principe di Condé, figlio di Carlo IV di Borbone. D'azzurro a tre gigli d'oro con la banda rossa carica al franco quartiere di un bisante d'argento, portato poi da: - Enrico I di Borbone-Condé (1552-1588), principe di Condé, figlio di Luigi I. |
|        | Enrico II (1588-1646), principe di Condé, figlio di Enrico I. D'azzurro a tre gigli d'oro con un bastone rosso, portato poi dai principi di Condé. |
|        | duchi d'Enghien, figli primogeniti dei principi di Condé. D'azzurro a tre gigli d'oro con un bastone rosso e un lambello d'argento. |
|        | Francesco di Borbone-Conti (1558-1614), principe di Conti, figlio di Luigi I di de Condé. Inquartato, in 1 e 4 d'azzurro a tre gigli d'oro con la banda rossa, in 2 e 3 d'azzurro a tre gigli d'oro con la bordura rossa con otto bisanti d'argento.                     |
|        | Armando di Borbone-Conti (1626-1666), principe di Conti, figlio di Enrico II di Condé D'azzurro a tre gigli d'oro con il bastone rosso e la bordura rossa, portato poi dai principi di Conti.                                                                            |

### Ramo dei baroni di Busset e Châlus
| Figure | Nome del principe et blasonatura |
|        | La casata dei Borbone-Busset parte da Luigi di Borbone (1438-1482), vescovo di Liège, figlio di Carlo I di Borbone. Luigi ebbe un figlio illegittimo, Pietro, barone di Busseto (1464-1530), detto il Gran Bastardo di Liegi D'azzurro seminato di gigli d'oro, con una banda di rosso; il capo d'argento con la croce potenziata d'oro con quattro crocette dello stesso agli angoli (Gerusalemme). |
|        | D'azzurro seminato di gigli d'oro, con un bastone di rosso; il capo d'argento con la croce potenziata d'oro con quattro crocette dello stesso agli angoli (Gerusalemme). |
|        | D'azzurro seminato di gigli d'oro, con un bastone di rosso (alla morte dell'ultimo Condé). |

## Dinastia d'Angiò-Sicilia
| Stemma | Nome del principe e blasonatura |
|        | Carlo I d'Angiò (1226-1285) Fino al 1277: d'azzurro seminato di gigli d'oro al lambello rosso. Dal 1277: partito in 1 d'azzurro seminato di gigli d'oro al lambello rosso e in 2 d'argento alla croce potenziata d'oro con quattro croci agli angoli dello stesso, portato poi da: - Carlo II d'Angiò (1254-1309), figlio di Carlo I; - Roberto I di Napoli (1277-1344), figlio di Carlo II; - Giovanna I di Napoli (1326-1382), figlia di Carlo di Calabria, a sua volta figlio di Roberto. |
|        | Carlo di Calabria (1298 † 1328), figlio ed erede di Roberto di Napoli Partito in 1 d'azzurro seminato di gigli d'oro al lambello di rosso, in 2 d'argento alla croce potenziata d'oro con tre crocette dello stesso agli angoli, con bordura d'argento. |
|        | Carlo Martello (1271-1295), re d'Ungheria, figlio di Carlo II d'Angiò. Inquartato in 1 e 4 d'azzurro seminato di gigli d'oro e in 2 e 3 fasciato di rosso e argento in otto pezzi. |
|        | Carlo Roberto (1288-1342), re d'Ungheria, figlio di Carlo Martello. Partito in 1 fasciato di rosso e argento in otto pezzi e in 2 azzurro seminato di gigli d'oro al lambello di rosso. |
|        | Luigi (1326-1382), re d'Ungheria e Polonia, figlio di Carlo Roberto Inquartato: in 1 partito, fasciato di rosso e argento in otto pezzi e d'azzurro seminato di gigli d'oro al lambello di rosso, in 2 di rosso con un'aquila d'argentomembrata e coronata d'oro, in 3 di rosso con la croce patriarcale d'argento su un colle verde e in 4 d'azzurro a tre teste di leopardo d'oro con la lingua rossa. |
|        | Andrea (1327-1345), re di Napoli, figlio di Carlo Roberto e sposo di Giovanna I di Napoli. Tripartito in palo: in 1 fasciato di rosso e argento di otto pezzi, in 2 d'agento alla croce potenziata d'oro con quattro croci dello stesso agli angoli, in 3 d'azzurro seminato di gigli d'oro al lambello di rosso, portato poi da: - Carlo III (1345-1386), re di Napoli e Ungheria, figlio di Luigi di Gravina; - Ladislao (1372-1414), re di Napoli, figlio di Carlo III; - Giovanna II (1373-1435), regina di Napoli, figlia di Carlo III. |
|        | Filippo I (1278-1332), principe di Taranto, figlio di Carlo II Fino al 1313: d'azzurro seminato di gigli d'oro al lambello di rosso e alla banda d'argento, portato poi da: - Filippo (1297-1330), figlio di primo letto di Filippo I. Dopo il 1313: partito in 1 d'azzurro seminato di gigli d'oro al lambello di rosso e alla banda d'argento, in 2 di rosso alla croce d'oro con agli angoli quattro bisanti d'oro caricati di un bisante rosso con una croce d'ore, attorno ai quali stanno quattro crocette d'oro, portato poi da: - Roberto di Taranto (1315-1364), figlio di secondo letto di Filippo I; - Filippo II (1329-1374), figlio di secondo letto di Filippo I. |
|        | Giovanni (1294-1336), duca di Durazzo, figlio di Carlo II d'Angiò D'azzurro seminato di gigli d'oro al lambello di rosso, con la bordura composta di rosso e argento, portato poi da: - Carlo (1323-1348), duca di Durazzo, figlio primogenito di Giovanni; - Luigi (1324-1362), duca di Gravina, figlio secondogenito di Giovanni |

## Dinastia di Courtenay
| Stemma | Nome del principe e blasonatura |
|        | Pietro I (1126-1183), signore di Courtenay, figlio di Luigi VI di Francia. D'oro a tre torte rosse, portato poi da: - Pietro II (1155-1219), figlio di Pietro I - Filippo II di Namur (1195-1226), marchese di Namur, figlio di Pietro II - i capi della casata di Couternay, estintasi nel 1730. |
|        | Pietro II (1155-1219), signore di Courtenay, imperatore latino di Costantinopoli Di rosso alla croce d'oro con agli angoli quattro bisanti d'oro caricati di un bisante rosso con una croce d'ore, attorno ai quali stanno quattro crocette d'oro, portato poi da: - Roberto I (1201-1228), figlio di Pietro II; - Baldovino II (1219-1273), figlio di Pietro II; - Filippo (1243-1283), figlio di Baldovino II; - Caterina (1274-1307), figlia di Filippo. |
|        | Roberto I (1168-1239), signore di Champignelles-en-Puisaye, figlio di Pietro I di Courtenay. D'oro a aux tre torte rosse e al lambello a cinque pendenti azzurro, portato poi da: - i signori di Champilles fino al 1324, quando divennero capi della casata di Courtenay. |

## Dinastia di Dreux
| Stemma | Nome del principe e blasonatura |
|        | Roberto I (1123-1188), conte di Dreux, figlio di Luigi VI di Francia. Inscaccato d'oro e azzurro alla bordura rossa, portato poi da: - i conti di Dreux fino al 1355. |
|        | Roberto III (1185-1234), prima di divenire conte di Dreux, figlio di Roberto II di Dreux. Inscaccato d'oro e azzurro, alla bordura rossa e al lambello rosso.         |

### Ramo di Beu
| Stemma | Nome del principe e blasonatura |
|        | Roberto I (1212-1264), signore di Beu, figlio di Roberto III di Dreux Inscaccato d'oro e azzurro alla bordura smerigliata rossa, portato poi dai signori di Beu. |

### Ramo di Dreux-Bretagna
| Figura | Nome del principe e blasonatura |
|        | Pietro Mauclerc (1191–1250), duca di Bretagna e conte di Richmond. Inscaccato d'oro e azzurro alla bordura rossa, con il franco quartiere d'armellino. |
|        | Giovanni (1266-1334), conte di Richmond (1306-1334), figlio di Giovanni II di Bretagna. Inscaccato d'oro e azzurro alla bordura rossa ai leopardi d'oro, con il franco quartiere d'armellino. |
|        | Pietro (1269–1312), visconte di Leon (1306-1334), figlio di Giovanni II di Bretagna. Fino al 1316: inscaccato d'oro e azzurro alla bordura rossa con otto brisure d'argento, con il franco quartiere d'armellino. Dal 1316: d'armellino alla bordura rossa con bisanti d'argento.                                     |
|        | Giovanni III (1286-1341), duca di Bretagna. Armellino piano, portato poi da: - i duchi di Bretagna fino al 1514. |
|        | Guy VII (1287-1331), conte di Penthièvre e visconte di Limoges, figlio di Arturo II di Bretagna. D'armellino alla bordura rossa. |
|        | Giovanna (1319-1384), contessa di Penthièvre e viscontessa di Limoges, figlia di Guy VII di Limoges. Partito d'armellino piano e d'armellino a bordura rossa. |
|        | Giovanni (1294-1345), conte di Montfort, figlio di Arturo II di Bretagna. D'armellino alla bordura rossa con leopardi d'oro. |
|        | Arturo III (1393-1458), conte di Richmond, prima di divenire, nel 1457, duca di Bretagna. D'armellino allambello rosso, con ogni pendente con tre leopardi d'oro. |
|        | Pietro II (1418-1457), conte di Guincamp, prima di divenire duca di Bretagna nel 1450 D'armellino al lambello d'azzurro, con ogni pendente portante tre gigli d'oro incolonnati. |
|        | Riccardo (1395-1438), conte d'Étampes, di Vertus, di Benon e di Mantes, figlio di Giovanni IV di Bretagna e padre di Francesco II di Bretagna. D'armellino alla bordura smeriglaita di rosso. |
|        | Francesco (1435-1488), conte d'Étampes, prima di divenire duca di Bretagna come Francesco II nel 1450. D'armellino al lambello d'azzurro con ogni pendente portante un giglio d'oro e con un sopra-lambello d'argento.                                                                                                |
|        | Anna di Bretagna (1477-1514), figlia di Francesco II di Bretagna, duchessa di Bretagna e regina di Francia in quanto sposa rima di Carlo VIII, poi di Luigi XII. Fino al 1491: inquartato in 1 e 4 d'armellino, in 2 e 3 d'oro con tre pali rossi. Dal 1491: partito d'azzurro a tre gigli d'oro e d'armellino piano. |

#### Ramo di Machecoul
| Stemma | Nome del principe e blasonatura                                                                                |
|        | Oliviero I (1231–1279), signore di Machecoul, Figlio di Pietro I di Bretagna. D'argento a tre scaglioni rossi. |

#### Ramo di Goëllo-Avagour
| Stemma | Nome del principe e blasonatura |
|        | Francesco I d'Avaugour (1462-1510), conte di Vertus e Goëllo e barone d'Avaugour, figlio di Francesco II di Bretagna. Inquartato in 1 e 4 d'armellino, in 2 e 3 inquartato: in 1 e 4 d'azzurro a tre gigli d'oro con lambello d'argento, in 2 e 3 d'argento al serpente azzurro coronato d'oro mangiante un uomo in carnagione; sul tutto d'argento a capo rosso. |

## Dinastia di Vermandois
| Stemma | Nome del principe e blasonatura |
|        | Raul I (1085-1152), conte di Vermandois e di Valois. Inscaccato d'azzurro e d'oro, portato poi dai coti di Vermandois suoi successori (estintisi nel 1212. |

## Dinastia di Borgogna
| Stemma | Nome del principe e blasonatura |
|        | Oddone II (1118-1162), duca di Borgogna Bandato d'oro e azzurro a sei pezzi, con la bordura di rosso, portato poi dai duchi di Borgogna fino al 1361 |
|        | Oddone (1230-1269), conte di Nevers, d'Auxerre e di Tonnerre, figlio ed erede di Ugo IV di Borgogna. Bandato d'oro e azzurro a sei pezzi, con la bordura dentata di rosso, portato poi da: - Oddone IV di Borgogna (1295-1350), secondo figlio di Roberto II di Borgogna (fratello di Oddone di Nevers) prima della morte di suo fratello maggiore. |
|        | Filippo (1323-1346), figlio di Oddone IV di Borgogna Bandato d'oro e azzurro a sei pezzi, con la bordura di rosso e un giglio d'oro al franco quartiere interno. |
|        | Luigi (1297-1316), principe di Morée, terzo figlio di Roberto II di Borgogna. Bandato d'oro e azzurro a sei pezzi, con la bordura di rosso, col franco quartier di rosso alla croce d'oro. |
|        | Alessandro (1170-1205), signore di Montagu, figlio di Ugo III di Borgogna Bandato d'oro e azzurro a sei pezzi, con la bordura di rosso e il franco quartiere d'armellino, portato anche dai conti di Montagu suoi discendenti. |
|        | Guigues VI (1184-1237), delfino di Viennois, figlio di Ugo III di Borgogna D'oro a delfino azzurro, cestato, barbato, alettato, spasimato e orecchiuto di rosso gueules, portato anche dai delfini di Viennois suoi discendenti. |

### Dinastia di Portogallo

#### Linea principale
| Stemma | Nome del principe e blasonatura |
|        | Alfonso I (1094-1185), re del Portogallo. D'argento con la croce d'azzurro. |
|        | Sancho I (1154-1211), re del Portogallo. D'argento con cinque scudi azzurri disposti in croce seminati di bisanti d'argento, portato anche da: - Alfonso II del Portogallo (1185-1223); - Sancho II del Portogallo (1207-1248).                             |
|        | Alfonso III (1210-1279), re del Portogallo e dell'Algarve. D'argento a cinque scudi azzurri in croce seminti di bisanti d'argento, con la bordura rossa con undici castelli d'oro, portato anche dai re del Portogallo suoi successori fino a Ferdinando I. |

#### Ramo d'Aviz
| Stemma | Nome del principe e blasonatura |
|        | Giovanni I del Portogallo, figlio illegittimo di Pietro I del Portogallo e Teresa Lourenço. d'argento con cinque scudi azzurri disposti in croce e seminati di bisanti d'argento, alla bordura rossa, con 10 castelli dorati e quattro mezzi gigli verdi sui lati Portato anche dai re suoi successori fino a Giovanni II |
|        | Pietro (1392-1449), duca di Coimbra, figlio di Giovanni I del Portogallo. |
|        | Enrico il Navigatore (1394-1460) duca di Viseu, figlio di Giovanni I del Portogallo. |
|        | Giovanni (1400-1442), principe del Portogallo, figlio di Giovanni I del Portogallo. |
|        | Ferdinando (1402-1443) , principe del Portogallo de Portugal, figlio di Giovanni I del Portogallo |
|        | Giovanni II del Portogallo D'argento a cinque scudi azzurri disposti in croce seminati di bisanti d'argento, con la bordura rossa carica di sette castelli d'oro, portato poi dai re del Portogallo suoi successori fino alla fine della monarchia.                                                                       |

#### Ramo di Braganza
| Stemma | Nome del principe e blasonatura |
|        | Duchi di Braganza, discendenti di Alfonso I di Braganza, figlio illegittimo di Giovanni I del Portogallo e Beatrice Pereira, figlia ed ereditiera di Nuño Álvares Pereira arma iniziale: d'argento con un saltiere rosso carico di cinque scudi azzurri seminati di bisanti d'argento altra arma prima del 1481: d'argento, al saltiere rosso carico di cinque scudi d'argento circondati da castelli d'oro e quattro mezzi gigli verdi, ciascuno scudo con cinque scudi azzurri seminati di bisanti d'argento. arma alternativa dal 1481: d'argento, al saltiere rosso carico di cinque scudi d'argento alla bordura rossa con otto castelli d'oro, ciascuno scudo con cinque scudi azzurri seminati di bisanti d'argento e una barra nera. Arma dei duchi come membri della casata di Portogallo, dal 1495 al 1640: d'argento a cinque scudi azzurri in croce con 5 bisanti d'argento, più duepartiti in alto a destra e sinistra, in 1 d'oro a pali rossi, in inquartato a X, in 1 e 4 d'argento con l'aquila nera ein 2 e 3 oro a pali rossi; sugli scudi azzurri e sotto i partiti, un lambello d'oro; bordura rossa con castelli d'oro. Arma dei duchi come principi reali di Portogallo, dal 1640 d'argento a cinque scudi azzurri seminati di bisanti d'argento in croce, il bordo rosso a castelli d'oro e un lambello dorato sul tutto. |

##### Dinastia reale di Braganza-Portogallo
| Stemma | Nome del principe e blasonatura |
|        | Re del Portogallo dei Braganza D'argento a cinque scudi azzurri in croce seminati di bisanti d'argento, il bordo rosso a 7 castelli d'oro. |
|        | Eredi al trono dei Braganza: Principe erede (dal 1640 al 1645), Principe del Brasile (dal 1645 al 1808), Principe Reale (dal 1808). D'argento a cinque scudi azzurri in croce seminati di bisanti d'argento, il bordo rosso a 7 castelli d'oro e un lambello dorato sul tutto.             |
|        | Figli primogeniti dei principi del Portogallo dei Braganza: Principe di Beira (dal 1734). D'argento a cinque scudi azzurri in croce seminati di bisanti d'argento, il bordo rosso a 7 castelli d'oro e un lambello dorato sul tutto con ogni piede portante una rosa rossa a foglie verdi. |

##### Dinastia imperiale del Brasile
| Stemma | Nome del principe e blasonatura |
|        | Imperatori del Brasile Braganza Di verde, con una sfera armillare d'oro su una croce dell'ordine di Cristo, circondato da un anello azzurro a bordi d'argento e con venti stelle dello stesso. |
|        | Capi della casata imperiale degli Orléans-Braganza Di verde, con una sfera armillare d'oro su una croce dell'ordine di Cristo, circondato da un anello azzurro a bordi d'argento e con venti stelle dello stesso; sul tutto, d'azzurro a tre gigli d'oro con un lambello d'argento.               |
|        | Ereditieri del Brasile: Principi Imperiali Di verde al lambello d'argento, con una sfera armillare d'oro su una croce dell'ordine di Cristo, circondato da un anello azzurro a bordi d'argento e con venti stelle dello stesso; sul tutto, d'azzurro a tre gigli d'oro con un lambello d'argento. |

##### Branche cadette
| Stemma | Nome del principe e blasonatura |
|        | Conti di Vimioso, nati da Alfonso, vescovo d'Évora e figlio naturale di Alfonso, marchese di Valencia (figlio di Alfonso I di Braganza). D'argento, a saltiere rosso, con cinque scudi azzurri con cinque bisanti d'argento e con quattro croci d'argento. |
|        | Conti di Faro, discesi da Alfonso, terzo figlio di Ferdinando I di Braganza Inquartato in saltiere d'argento e d'oro, al saltiere rosso con cinque scudi azzurri a cinque bisanti d'argento. |
|        | Duchi di Cadaval, discesi da Álvaro, quarto figlio di Ferdinando I di Braganza Arma di Alvaro dopo il suo matrimonio con Filippa di Mello: inquartato, in 1 e 4 d'argento a saltiere di rosso con cinque scudi azzurri con cinque bisanti d'argento, in 2 e 3 d'oro con sei rettangoli rossi carichi di un bisante d'argento. Arma dei discendenti di Alvaro dal 1555: d'argento a saltiere di rosso con cinque scudi azzurri con cinque bisanti d'argento e con quattro croci d'argento |
|        | Duchi di Lafões, discendenti di Michele di Braganza, figlio illegittimo di re Pietro II del Portogallo; Prima arma di Michele: d'argento a cinque scudi azzurri in croce con cinque bisanti d'argento, la bordura rossa con castelli d'oro e una banda nera. Arma di Michele dopo il matrimonio con Luisa di Susa e poi dei duchi di Lafões: partito, in 1: d'argento a cinque scudi azzurri in croce con cinque bisanti d'argento, la bordura rossa a 7 castelli d'oro e una banda nera sul tutto; in 2: inquartato, in 1 e 4 d'argento a cinque scudi azzurri in croce con cinque bisanti d'argento, la bordura rossa a 7 castelli d'oro e una banda nera sul tutto, in 2 e 3 di rosso con una croce arrotondata vuota d'argento. |